# Вижай (приток Берёзовой)
Вижай — река в России, протекает по Чердынскому району Пермского края. Устье реки находится в 100 км от устья реки Берёзовой по правому берегу. Длина реки составляет 57 км, площадь водосборного бассейна — 559 км².
Исток реки на западных предгорьях Северного Урала восточнее горы Водораздел (425,8 м НУМ) в 36 км к северу от посёлка Вижай. Река течёт на юг по ненаселённой, всхолмлённой местности. Течение быстрое, в верховьях — бурное. В нижнем течении скорость составляет 0,8 м/с. Впадает в Берёзовую у посёлка Вижай. Ширина реки у устья около 20 метров.

## Притоки
(указано расстояние от устья)
- река Лешачья (пр)
- река Каменный Лог (лв)
- 12 км: река Ланциуж (лв)
- река Нижний Рубец (пр)
- река Средний Рубец (пр)
- река Верхний Рубец (пр)
- 29 км: река Чёрная (лв)
- 30 км: река без названия (лв)
- 31 км: река Орловка (пр)
- 34 км: река Гаврилова Рассоха (пр)
- река Западная (лв)
- 46 км: река без названия (пр)

## Данные водного реестра
По данным государственного водного реестра России относится к Камскому бассейновому округу, водохозяйственный участок реки — Кама от водомерного поста у села Бондюг до города Березники, речной подбассейн реки — бассейны притоков Камы до впадения Белой. Речной бассейн реки — Кама.
Код объекта в государственном водном реестре — 10010100212111100006000.